# Puliciphora jacobsoni
Puliciphora jacobsoni är en tvåvingeart som beskrevs av Schmitz 1925. Puliciphora jacobsoni ingår i släktet Puliciphora och familjen puckelflugor. Inga underarter finns listade i Catalogue of Life.